# Демеркуризация
Демеркуриза́ция — удаление ртути и её соединений физико-химическими или механическими способами с целью исключения отравления людей и животных. Металлическая ртуть весьма токсична (чрезвычайно ядовита) и имеет высокое давление паров при комнатной температуре, поэтому при случайном проливе (а также в случае повреждения ртутных термометров, ламп, манометров и других содержащих ртуть приборов) подлежит удалению из помещений. Демеркуризация отходов — обезвреживание отходов, заключающееся в извлечении содержащейся в них ртути и/или её соединений.

## Индикация наличия ртути
Индикацию степени заражения проводят с помощью палладиевой или йодидно-медной индикаторной бумаги, а также с помощью специальных приборов. Старые приборы серии АГП (АГП - 01; АГП - 01 М и т. д.) в настоящее время используются редко, т. к. они не позволяют достоверно измерять малые концентрации (менее 0,001 мг/м³ либо с дискретностью менее 0,001 мг/м³) в режиме прямого измерения (без накопления). В режиме с предварительным накоплением ртути на абсорбенте время одного измерения составляет до 10 минут, что неудобно.
Сейчас замеры проводятся при помощи более современных приборов АГП - 01СТ, УКР - 1МЦ, имеющих чувствительность 0,0005 мг/м³ в режиме без накопления, либо наиболее совершенных на сегодняшний день анализаторов РГА-11 (чувствительность 0,00003 мг/м³) и РА - 915+ (чувствительность 0,000005 мг/м³). Последние работают в режиме прямого измерения, поэтому быстро дают результат и позволяют вести непрерывный поиск источников. Такие высокие показатели достигнуты применением многоходовой кюветы (эффективная длина около 10 метров) и зеемановской коррекцией неселективного поглощения.

## Демеркуризация помещений
При проведении демеркуризации надо понимать, что шарики ртути «разбегаются» очень далеко и необходимо искать ртуть в самых труднодоступных местах помещения.

### Недопустимость демеркуризации серой
Для демеркуризации помещений порой рекомендуют порошок серы. Указывают, что сера взаимодействует с ртутью с образованием нелетучего соединения — сульфида ртути. Поскольку мелкодисперсная сера сама по себе вредна, при работе с порошком серы необходимо использовать респиратор. Лабораторные руководства указывают, что совершенно бесполезно засыпать ртуть серным цветом, так как при комнатной температуре и даже при нагревании до 100°С ртуть и её пары практически не взаимодействуют с измельченной серой.

### Демеркуризация рабочих помещений
На первом этапе пролитую ртуть собирают механически: крупные капли — кисточкой в бумажный конверт, для сбора мелких капель протирают поверхности влажной фильтровальной бумагой. Из щелей ртуть достают с помощью амальгамирующихся металлов (медь, белая жесть и другие) — полосками или кисточками, сделанными из них. Металлы желательно  обезжирить и протравить, например, в азотной кислоте. Собранную ртуть, использованные бумагу и проволоку, кисточки помещают в герметичную ёмкость.
На втором этапе помещение обрабатывают химическими веществами, реагирующими с металлической ртутью с образованием оксидов или нелетучих растворимых соединений (солей ртути), и затем смывают их. Далеко не все из описанных в литературе способов химической обработки достаточно эффективны. 
Эффективно используют хлорное железо (20% водный раствор FeCl3, наиболее простой и действенный способ), или свободный хлор, который выделяется при реакции перманганата калия с соляной кислотой (в 0,2% водный раствор KMnO4 добавляют 0,5% соляной кислоты HCl). Соединение хлора с ртутью разлагается со временем, поэтому его тоже нужно собрать.

### Демеркуризация жилых помещений
Наиболее частый случай загрязнения жилого помещения ртутью — это около двух граммов ртути, вылившейся из разбитого термометра. Если нет активного испарения, такое количество ртути не опасно. Чтобы убрать эту ртуть, приготовьте два застёгивающихся пакета, влажную ткань или влажное бумажное полотенце, пипетку, респиратор, широкую липкую ленту (скотч) для сбора мелких шариков ртути и осколков стекла, наденьте латексные или другие перчатки для защиты рук. Для сбора раскатившихся шариков ртути можно использовать кисточку. Собрав ртуть на влажное полотенце, сверните его и закройте в пакет. Пакет со ртутью и все предметы, которые контактировали с ней, сложите во второй пакет и закройте его. помещение хорошо проветрите в течение суток (при этом в помещении нельзя находиться постоянно). Затем позвоните в ЕДДС, выясните, куда нужно сдавать ртуть и отнесите её туда для переработки.
При сборе ртути запрещается использовать пылесос и веник — они разбивают капли на более мелкие, кроме того, попавшая в пылесос ртуть активно испаряется.
Собранную ртуть запрещено выливать в канализацию. Все предметы, контактировавшие с ртутью, в том числе одежду, нельзя использовать, мыть или стирать, их следует сдать для утилизации.